# Medic Mobile
Medic Mobile («Мобильный медик») — американская некоммерческая организация, продвигающая услуги здравоохранения через коммуникационные инструменты в развивающихся странах (преимущественно в отдалённых и бедных районах). Используя общедоступное программное обеспечение FrontlineSMS и технологические модули, Medic Mobile помогает медицинским работникам, сиделкам и пациентам с помощью мобильных телефонов и веб-сайта эффективно собирать данные о болезни, экстренно реагировать на обострение, определять нужные вакцины, координировать детское и материнское лечение. Medic Mobile работает в двадцати странах мира, в основном в Чёрной Африке, а также в Азии, Латинской Америке и США. Его мобильные приложения используют 8 тыс. врачей и медсестёр, которые обслуживают около 6 млн. человек (в планах компании ежегодно удваивать число клиентов, доведя его к 2018 году до 200 тыс. врачей и 100 млн пациентов).
Главой и соучредителем Medic Mobile является Джош Несбит. Ранее он также основал Hope Phones — кампанию по переработке сотовых телефонов, в которую включились миллионы американцев. Джош Несбит тесно сотрудничает с фондом Ашока, Echoing Green, Rainer Arnhold и PopTech Social Innovation, в 2011 году журнал Forbes назвал его одним из 30 ведущих социальных предпринимателей в мире.
Программное обеспечение Medic Mobile, установленное в африканских больницах, позволяет персоналу извещать население через SMS о необходимости провериться на туберкулёз и СПИД, отвечать на запросы об удалённом уходе за больными, сообщать о надлежащих дозировках препаратов, соединять ВИЧ-положительных пациентов с группами поддержки, экономить врачам время и топливо, необходимые для визитов в отдалённые деревни. В 2014 году Medic Mobile получила премию за социальное предпринимательство от Фонда Сколла.